# Parafia Miłosierdzia Bożego w Pabianicach
Parafia Miłosierdzia Bożego w Pabianicach – parafia rzymskokatolicka znajdująca się w archidiecezji łódzkiej w dekanacie pabianickim. Erygowana w 1984.
Pierwszym proboszczem w latach 1984–2002 był śp. ks. kan. Jan Witczak (1934–2006). Od sierpnia 2023 do lutego 2024 funkcję tę pełnił ks. kan. Stanisław Nowacki. Od 16 lutego 2024 roku funkcję proboszcza pełni ks. Wojciech Żelewski.  
Przy parafii swoją działalność prowadzą: Żywa Róża, Stowarzyszenie Matki Boskiej Bolesnej Dobrej Śmierci, chór, schola, duszpasterstwo akademickie, Apostolstwo Bożego Miłosierdzia.